# Ghatkeser
Ghatkeser is een census town in het district Medchal-Malkajgiri van de Indiase staat Telangana. 

## Demografie
Volgens de Indiase volkstelling van 2001 wonen er 17.200 mensen in Ghatkeser, waarvan 51% mannelijk en 49% vrouwelijk is. De plaats heeft een alfabetiseringsgraad van 68%. 